# KANA-BOON
KANA-BOON（カナブーン）は、日本のロックバンド。所属事務所はHIP LAND MUSIC。レーベルはソニー・ミュージックレーベルズ内のKi/oon Music。

## 概要
大阪府立和泉工業高校入学当時、バンドをやりたいと思っていた谷口鮪（Vo./Gt.）が、たまたま隣の席になった小泉貴裕（Dr.）を誘い、古賀隼斗（Gt.）や廣瀬弘明（Ba.）を芋づる式に誘う形で、同校の軽音楽部内で結成された。また、後にバンドに加入することとなる飯田祐馬や遠藤昌巳（ともにBa.）もこのころからの知り合いだった。
バンド名は古賀が命名。インターネットスラングの「ブーン」が流行っていたからバンド名には「ブーン」を入れることになり（実際には古賀のマイブームであった）、「なんとなくKAT-TUNと字面が似てるから」という理由で中央にハイフンを入れ、現在のバンド名に決定した。
高校時代はASIAN KUNG-FU GENERATIONのコピーを行っており、主に大阪府堺市のライブハウス三国ヶ丘FUZZで活動していた。

## メンバー
※担当楽器の記載は公式サイトの「BIOGRAPHY」に準拠。
現メンバー
- 谷口 鮪（たにぐち まぐろ、1990年5月3日 - ） - Vo. / Gt.
- 遠藤 昌巳（えんどう まさみ、1990年9月6日 - ） - Ba. / Cho. 2020年7月27日にEX THEATER ROPPONGIで行なわれた「KANA-BOONの"プレ" BEST LIVE」にサポートメンバーとして参加。2022年4月1日より新メンバーとして正式加入。

旧メンバー
- 廣瀬 弘明（ひろせ ひろあき） - Ba. / Cho.
- 飯田 祐馬（いいだ ゆうま） - Ba. / Cho.
- 古賀 隼斗（こが はやと、1990年6月29日 - ） - Gt. / Cho.
- 小泉 貴裕（こいずみ たかひろ、1991年1月8日 - ） - Dr.

サポートメンバー
- ヤマシタ タカヒサ - Ba. / Cho. 2019年6月23日のライブに参加。
- カミヤマ リョウタツ - Ba. 2019年9月15日の『秋田CARAVAN MUSIC FES 2019』に参加
- ヨコイ タカユキ - Gt. 2024年5月14日の『KANA-BOON ONE-MAN LIVE "SUPER PHOENIX”』から全てのライブ活動に参加。
- KOZO - Dr. 2024年5月14日の『KANA-BOON ONE-MAN LIVE "SUPER PHOENIX”』から参加。
- 関 優梨子 - Dr. 2024年5月17日の『KANA-BOON ONE-MAN LIVE "SUPER PHOENIX”』から参加。2025年現在まで全てのバンド活動に参加している。

## 略歴

### 2006年
- 12月17日、高校の軽音部で結成する。

### 2010年
- 3月、三国ヶ丘FUZZをホームとし、本格的にライブハウスで活動を始める。
- 10月、MINAMI WHEELに初出演。観客が3000人集まり、地元で話題となった。
- 11月、初の自主企画「堺活性化運動」三国ヶ丘FUZZにて開催。

### 2011年
- 5月3日、三国ヶ丘FUZZにてコンテンポラリーな生活と2マンライブ『KANA-BOONvsコンテンポラリーな生活』を開催し、157名を動員。
- 8月、初のワンマンライブを三国ヶ丘FUZZで行う。チケットはソールドアウト。地元インディーズファンを中心に爆発的な人気を得る。
- 8月下旬か9月上旬、Ba廣瀬脱退。
- 9月下旬、Ba飯田加入。
- 10月、ミナミホイール2年連続出場。
- 12月、eo Music Tryにて特別賞を受賞。

### 2012年
- 4月8日、キューンミュージックの20周年記念オーディションで、4,000組の中からグランプリに選ばれる。
- 4月29日、ASIAN KUNG-FU GENERATIONのフロントアクトを務める。
- 5月2日、OSAKA MUSE 25th Anniversary "Movingroove's"に出演。
- 5月10日、nano sound museum「no escaping TOUR 2012 -spring-」に出演。
- 6月11日、Rhythmic Toy World「GPS」Release Tourに出演。
- 10月13日、MINAMI WHEEL 2012出演。

### 2013年
- 1月14日、HighApps Vol.10 SPECIAL!! 〜2013 New Year Rock Party!〜に出演。
- 3月31日、SPACE SHOWER SWEET LOVE SHOWER 2013に出演。
- 4月、上京。
- 4月21日、Livemasters CHOICE×HighAppsに出演。
- 4月24日、初の全国流通作品となる『僕がCDを出したら』を、Hip Land MUSICよりリリース。タワーレコードデイリーランキング2位。
- 4月25日、"KANA-BOON VS コンテンポラリーな生活 2マンライブ!"を開催。
- 5月1日、BLUE ENCOUNT TOUR 2013 FINDING "SIGNAL"に出演。
- 5月18日、FACTORY LIVE 0518に出演。
- 5月22日、THEラブ人間 「SONGS」リリースツアー【泣きながら踊れる夜はあるかい?】に出演。
- 5月25日、TOKYO METROPOLITAN ROCK FESTIVAL 2013に出演。
- 6月1日、RUSH BALL★Rに出演
- 6月3日 - 6月6日、HighApps Toursに出演。
- 6月8日、SAKAE SP-RING 2013に出演。
- 6月16日 - 7月31日、Brian the Sun×KANA-BOON「激ブライアンカナブンブン丸TOUR」を開催。
- 6月17日、TOKYO FM・SCHOOL OF LOCK!に初出演。
- 6月22日、グッドモーニングアメリカ企画フェス 「あっ、良いライブここにあります。2013」に出演。
- 6月30日、MONSTER baSH&RUSH BALL presents Collaboに出演。
- 7月6日、見放題2013に出演。
- 7月11日、9月20日、9月22日、グッドモーニングアメリカ"未来へのスパイラルツアー2013"に出演。
- 7月13日、LIVE FACTORY 2013に出演。
- 7月18日、Talking Rock! FES.2013に出演。
- 7月20日、JOIN ALIVE 2013に出演。
- 8月4日、ROCK IN JAPAN FESTIVAL 2013に出演。
- 8月5日、キュウソネコカミ「試練の2MANシリーズ京阪神Ver.」に出演。
- 8月11日、SUMMER SONIC 2013のRAINBOW STAGEでオープニングアクトを務めた。
- 8月17日、WILD BUNCH FEST. 2013に出演。
- 8月24日、8月28日、Livemasters CHOICE×HighAppsに出演。
- 9月1日、RUSH BALL 2013に出演。
- 9月、デビューシングル「盛者必衰の理、お断り」が、SPACE SHOWER TVおよび大阪のラジオ局FM802の9月度ヘビーローテーション。
- 9月16日、GLICO LIVE "NEXT"に出演。
- 9月18日、セカイイチ主催イベント『光風動春』に出演。
- 9月25日、Ki/oon Musicより、1stシングル「盛者必衰の理、お断り」リリース。
- 10月5日、MEGA☆ROCKS 2013に出演。
- 10月14日、MINAMI WHEEL 2013出演。BIG CATにてトリを務める。
- 10月18日、タワーレコード新宿店15周年大感謝祭 怒涛のライブ15連発〜新宿ROCK〜に出演。
- 10月30日、1stフルアルバム『DOPPEL』リリース。
- 11月4日、渋谷クアトロにて、11月5日心斎橋BIG CATにてワンマンライブ「僕がステージに立ったら」を開催。
- 11月16日、FM NORTH WAVE 20th Anniversary FM NORTH WAVE & WESS presents IMPACT!V(Powered By Radio WE!)に出演。
- 12月27日、J-WAVE 25th ANNIVERSARY "THE KINGS PLACE" LIVE Vol.4に出演。
- 12月29日、RADIO CRAZY 2013に出演。
- 12月30日、COUNTDOWN JAPAN 13/14に出演。
- 12月31日、Livemasters Inc. COUNTDOWN "GT2014"に出演。

### 2014年
- 2月、FM802のキャンペーンソング「春の歌」にボーカル鮪がソロで参加。作詞作曲プロデュースUKASUKA-G（桜井和寿・GAKU-MC）。参加アーティスト、UKASUKA-G（桜井和寿・GAKU-MC）／蒼山幸子（ねごと）／阿部真央／植村花菜／岡野昭仁（ポルノグラフィティ）／川上洋平（[Alexandros]）／KREVA／K／谷口鮪 (KANA-BOON)／秦基博／槇原敬之／Ami (Dream/E-girls)／KAN／Jeff Miyahara／スキマスイッチ／寺岡呼人／Mummy-D (RHYMESTER)／吉井和哉／レキシ
- 2月 - 3月、スペースシャワー列伝 JAPAN TOUR 2014に出演。
- 2月26日、2ndシングル「結晶星」リリース。
- 3月、第6回CDショップ大賞最優秀新人を獲得。
- 3月21日、HighApps Vol.18 SPECIAL!! 〜スリー・ツー・ワン!SPRING Rock Party〜に出演。
- 3月23日、MUSIC CUBE 14に出演。
- 4月5日、J-WAVE「THE KINGS PLACE」LIVE Vol.5に出演。
- 4月11日、SP-RING NIGHT OUT 2014 -SPRUNG from SAKAE SP-RING-に出演。
- 4月27日、ARABAKI ROCK FEST.14に出演。
- 5月3日、VIVA LA ROCKに出演。
- 5月21日、3rdシングル「フルドライブ」リリース。また5月23日放送分のテレビ朝日系音楽番組『ミュージックステーション』に初出演し「フルドライブ」が披露された。
- 5月17日 - 6月21日、全国9ヶ所でワンマンツアー「KANA-BOONのご当地グルメワンマンツアー」を開催。
- 5月25日、TOKYO METROPOLITAN ROCK FESTIVAL 2014に出演。
- 7月12日、ASIAN KUNG-FU GENERATION presents NANO-MUGEN FES.2014に出演。
- 7月19日、JOIN ALIVE 2014に出演。
- 7月20日、閃光ライオット2014第三次ライブ審査大阪大会にゲスト出演。
- 8月2日、「ROCK IN JAPAN FESTIVAL 2014」に出演。
- 8月9日、FM802 25th ANNIVERSARY 802GO! SPECIAL MEET THE WORLD BEAT 2014に出演。
- 8月11日、Livemasters Summer CHOICE 2014に出演。
- 8月17日、SUMMER SONIC 2014に出演。
- 8月23日、WILD BUNCH FEST. 2014に出演。
- 8月24日、MONSTER baSH 2014に出演。
- 8月27日、4thシングル「生きてゆく」リリース。
- 8月30日、"KANA-BOON野外ワンマン ヨイサヨイサのただいまつり! in 泉大津フェニックス"を開催。1万6000人動員
- 8月31日、SPACE SHOWER企画の野外ライブイベント「SWEET LOVE SHOWER 2014」に出演。
- 9月6日、TREASURE05X 2014 〜galaxy of liberty〜に出演。
- 11月26日、5thシングル「シルエット」リリース。また11月28日放送分のテレビ朝日系音楽番組『ミュージックステーション』に2回目の出演。テレビ東京系アニメ『NARUTO -ナルト- 疾風伝』のオープニングテーマである「シルエット」が披露された。

### 2015年
- 1月21日、メジャー2枚目、通算3作目のアルバム「TIME」発売。
- 2月23日から2月26日まで全国ツアー「KANA-BOONのとぅるとぅるかむとぅるーTOUR 2015 〜クアトロだってばよ！編〜」が行われ、また3月23日と3月31日には「KANA-BOONのとぅるとぅるかむとぅるーTOUR 2015 〜夢のアリーナ編〜」が大阪城ホールや日本武道館で、さらに4月4日から5月21日まで「KANA-BOONのとぅるとぅるかむとぅるーTOUR 2015 〜全国とぅるとぅる編〜」が行われた。
- 5月13日、メジャー6枚目のシングル「なんでもねだり」発売。資生堂「ANESSA」CMソングに起用された。
- 8月5日、メジャー7枚目のシングル「ダイバー」が発売。8月7日より全国公開される映画、「BORUTO -NARUTO THE MOVIE-」の主題歌となり[17]、この作品の公開日当日にテレビ朝日系音楽番組『ミュージックステーション』に4回目の出演。「ダイバー」が披露される。
- 11月11日、シナリオアートとのスプリットシングル「talking/ナナヒツジ」をリリース。「talking」はCX系「ノイタミナ」アニメ「すべてがFになる THE PERFECT INSIDER」のオープニングテーマとして起用[18]。

### 2016年
- 1月20日、メジャー8枚目のシングル「ランアンドラン」発売。
- 2月17日、メジャー3枚目、通算4作目のアルバム「Origin」をリリース。また、初の海外公演を含む全国ツアー「KANA-BOONの格付けされるバンドマンツアー 2016」の開催が決定された[19]。
- 9月29日、大阪府堺市の「堺親善アーティスト」の第1号に就任[20]。
- 10月5日、メジャー9枚目のシングル「Wake up」発売。

### 2017年
- 3月1日、メジャー10枚目のシングル「Fighter」発売。表題曲は、MBS・TBS系列アニメ『機動戦士ガンダム 鉄血のオルフェンズ』第2期の新オープニングテーマに起用される。またカップリング曲「君を浮かべて」は羽生結弦が出演する「はたちの献血」CMソングに起用。
- 7月12日、メジャー11枚目のシングル「バトンロード」発売。表題曲は、テレビ東京系アニメーション『BORUTO-ボルト- -NARUTO NEXT GENERATIONS-』のオープニングテーマとして書き下ろした楽曲である。
- 9月27日、メジャー4枚目、通算5作目のアルバム「NAMiDA」をリリース。また、それに伴い全国ツアー「KANA-BOONのバイバイハローツアー 2017」の開催が決定された[21]。

### 2018年
- 1月1日、メジャーデビュー5周年。アニバーサリー企画として3月14日にB面集『KBB vol.1』、ミュージックビデオ集『KANA-BOON MOVIE 05 / KB CLIPS 〜サナギからもぞもぞ編〜』を同時リリース。3月21日から三国ヶ丘FUZZにて5日間連続で行われるライブイベント『Go Back Home』の開催、5月30日に新作ミニアルバム『アスター』を発売する事をそれぞれ発表した[22]。
- 9月19日、B面集第二弾『KBB vol.2』をリリース。
- 12月19日、ミニアルバム『ネリネ』をリリース。

### 2019年
- 3月6日、12枚目のシングル『ハグルマ』をリリース。タイトル曲はテレビアニメ『からくりサーカス』のオープニングテーマとして書き下ろされた[23]。
- 3月7日、4月より放送されるフジテレビ "ノイタミナ" アニメ『さらざんまい』のオープニングテーマとして新曲『まっさら』を提供[24]。
- 6月12日、13枚目のシングル『まっさら』をリリース[25]。
- 6月5日からベース・飯田祐馬と連絡が取れない状態になっていることから、15日開催予定のライブ「KANA-BOONのOSHI-MEEN!!」が中止されることになる[26]。
- 6月15日深夜、飯田が無事帰宅[27]。
- 6月19日、飯田の音楽活動一時休止を公式HPにて発表[28]。
- 6月23日、ライブ活動を再開[29]。サポートベーシストとしてヤマシタタカヒサ（シナリオアート）を迎える。
- 11月12日、飯田の脱退を発表[30][31]。
- 12月10日、KANA-BOON初となるベストアルバム『KANA-BOON THE BEST』を来年3月4日にリリースすることとともに、アルバムをひっさげた全国ホールツアーの開催を発表 (新型コロナウイルス感染症拡大の影響により全公演が開催見合わせ)。

### 2020年
- 3月4日、ベストアルバム『KANA-BOON THE BEST』、14枚目となるシングル『スターマーカー』を同時リリース。
- 5月12日、YouTubeで海外のみで公開されている「シルエット」のミュージックビデオ (MV) が1億回再生を達成。
- 10月22日、谷口が体調不良のため休養することを発表[32]。
- 11月25日、15枚目のシングル『Torch of Liberty』をリリース。表題曲はMBS系テレビアニメ『炎炎ノ消防隊 弐ノ章』第2クールのオープニング主題歌として書き下ろされた。また同アニメのエンディング主題歌としてPELICAN FANCLUBが担当するエンディング主題歌『ディザイア』のプロデュースを谷口が担当（シングル『ディザイア』も『Torch of Liberty』と同日に発売）。

### 2021年
- 3月20日、前年10月より休養していた谷口が、4月18日の東京・Zepp Tokyoにて開催予定の自身のワンマンライブ『Re:PLAY』より活動を再開することが発表された[33]。休養理由を谷口は、「言葉にするのは難しいのですが、自分の心のコントロールが出来なくなってしまい、休まざるを得なかった、というのが実情です」とコメントしており[33]、活動の再開については、「ライブをすると決めた現在も、いままで通りの自分に戻れたのか、その答えは出ていません。それでもステージに立って、みんなの前で歌い演奏することで、何か答えを見つけられるのではないかと感じています」とコメントした[33]。
- 11月20日、ロッキング・オンの主催によるオンラインフェス「JAPAN ONLINE FESTIVAL 2021 Autumn」に出演[34]。

### 2022年
- 2月8日から3月22日にかけてJ-WAVE「THE KINGS PLACE」にてニューアルバム「Honey＆Darling」の収録曲を毎週オンエア解禁。
- 2月14日、Base Ball Bear TOUR 「LIVE IN LIVE〜I HUB YOU (Take) 2〜」に、出演。
- 3月10日、「THE FIRST TAKE 」制作チームが手掛けるYouTubeコンテンツ「RING³」に谷口が出演。
- 3月12日、NHK総合「シブヤノオト」に出演。
- 3月18日、「THE FIRST TAKE 」にASIAN KUNG-FU GENERATIONの山田貴洋（Ba.)をゲストに「シルエット」を公開。
- 3月24日、「THE FIRST TAKE 」制作チームが手掛けるYouTubeコンテンツ「RING³」に谷口が2回目の出演。
- 3月30日、メジャー5枚目、通算6作目のアルバム『Honey&Darling』をリリース。
- 3月30日、「THE FIRST TAKE 」にフジファブリックの金澤ダイスケ（Key.)をゲストに「スターマーカー」を公開。
- 4月1日、2020年よりKANA-BOONのライブにてサポートべーシストとして約2年間活動し、上記の最新アルバム「Honey & Darling」を含むリリース作品のレコーディングにも参加していたベーシスト、遠藤昌巳がKANA-BOONの新メンバーとして加入する事を発表[35]。
- 4月15日、4月23日、東京と大阪にて開催の、ホールワンマンライブ"KANA-BOON presents 「Honey＆Darling」-Tokyo honey,Osaka Darling-" を開催。
- アーティストを形づくった曲を紹介するプレイリスト企画「FILTR'd」の5月度を担当。
- 5月1日、「rockin'on presents JAPAN JAM 2023」に出演。
- 5月26日 - 7月13日、全国ワンマンツアー”KANA-BOON LIVE TOUR 2022 Honey＆Darling "を開催。
- 7月7日、無料オンラインLIVEイベント「the PERFECT LIVE 2022 -STAR meets STAR-by サッポロ生ビール黒ラベル」に出演。
- 8月7日、"rockin'on presents ROCK IN JAPAN FESTIVAL 2022に出演。
- 8月27日、泉大津フェニックスにて開催の「RUSH BALL 2022」に出演。
- 9月3日、蒲郡ラグーナビーチにて「TREASURE05X 2022」に出演。
- 9月4日、北海道いわみざわ公園にて「JOIN ALIVE 2022」に出演。
- 9月18日、山口きらら博記念公園にて「WILD BUNCH FEST. 2022」に出演。
- 9月21日 - 10月22日、約4年ぶりとなる対バンツアー「KANA-BOON jack in tour 2022」を開催することが決定。
- 10月2日、新木場若洲公園にて「PIA MUSIC COMPLEX 2022」に出演。
- 10月8日より放送スタートとなったTVアニメ「ぼっち・ざ・ろっく」のエンディングテーマ「Distortion!!」を谷口が楽曲提供。
- 10月20日、ハンブレッダーズ「秋のグーパンまつりZ」の愛知公演に出演。
- 10月25日、Saucy Dog が主催する対バンツアー「SUNNY BOX」に出演。
- 11月2日、17枚目のニューシングル「きらりらり」をリリース。
- 11月16日、Panasonics主催の無料オンラインライブ「Technics presents " Connect " Online LIVE」に出演。
- 11月25日、キュウソネコカミが主催する対バンツアー「ヒッサツマエバ-きあいだめ-」に出演。
- 12月3日、「ららぽーと堺 FEEL SO EXCITE」の公開収録イベントに出演。
- 12月28日、インテックス大阪にて「FM802 ROCK FESTIVAL RADIO CRAZY 2022」に出演。
- 12月30日、幕張メッセ国際展示場1〜8ホール・イベントホールにて「COUNTDOWN JAPAN 22/23」に出演。

### 2023年
- 1月2日、スマホゲーム「モンスターストライク」とコラボレーションした「フカ」を配信リリース。
- 1月19日、サウジアラビアの首都リヤドにて開催されるイベント「Japan Anime Town in Riyadh Season 2022」に出演。KANA-BOON初となる海外イベントへの参加になった。
- 2月11日、網走市民会館大ホールにて開催の"ICE BREAKING MUSIC FEST IN あばしりオホーツク流氷祭り”に出演。
- 2月22日、Wiennersが主催する「BATTLE AND UNITY TOUR 2023」に出演。
- 3月1日、新曲「サクラノウタ」を配信リリース。2013年リリースのミニアルバム「僕がCDを出したら」に収録されている「さくらのうた」、2014年リリースのシングル「結晶星」にカップリング曲として収録されている「桜の詩」に続く、KANA-BOON第３のサクラロックソングである。
- 3月5日、大阪城野外音楽堂にて「音爆フェス 2023」に出演。
- 3月11日、TACHIKAWA STAGE GARDENにて開催の「SCHOOL OF LOCK! 春の文化祭　キズナ祭2023 supported by Yamaha 」に出演。
- 3月19日、幕張メッセ国際展示場9〜11ホールにて開催の「ツタロックフェス2023 supported by Tポイント」に出演。
- 3月22日、本田翼が出演するSUNTORY「BAR Pomum」新CM『わたしだけの夜』篇に、谷口とリーガルリリーのたかはしほのかによる、きのこ帝国「クロノスタシス」のカバー音源が起用されることが決定。
- 3月29日、LINE CUBE SHIBUYA にて開催の「ZOZOFES2023」に出演。
- 4月2日、TVアニメ「山田くんとLv999の恋をする」OPテーマ「ぐらでーしょん feat. 北澤ゆうほ」を配信リリース。
- 4月30日、5月14日、初となる東阪での野外ワンマンライブ、KANA-BOON 10th Anniversary KICK OFF LIVE 「Sunny side up-Moon side up」を開催。
- 5月4日、さいたまスーパーアリーナにて開催の「VIVA LA ROCK 2023」に出演。
- 5月5日、千葉県蘇我スポーツ公園にて開催の「rockin'on presents JAPAN JAM 2023」に出演。
- 5月31日、渋谷CLUB QUATTROにて開催の THE 2 MAN LIVE「HAKKE YOI 2023」に出演。
- 6月9日、渋谷WWW Xにて開催の「LIVE HOLIC vol.38 produced by SPACE SHOWER」に出演。This is LASTと初のツーマンライブである。
- 6月14日、“恋愛”に焦点を当てたコンセプトアルバム『恋愛至上主義』をリリースすることが決定。限定盤となる10th Anniversary Editionには、2013年4月にリリースした初となる全国流通盤『僕がCDを出したら』に収録されている全6曲の完全撮り下ろしスタジオライブ映像が収録されたDVDが収録されている。
- 6月20日 - 8月9日、対バンツアー「KANA-BOON Jack in tour 2023」を開催。
- 7月8日、横浜アリーナにて開催の「Talking Rock! FES.2023」に出演。
- 7月15日、国営ひたち海浜公園にて開催の「LuckyFes’23」に出演。
- 7月29日、インドネシアのジャカルタにて開催される「Impactnation Japan Festival 2023」に出演。
- 8月6日、千葉県蘇我スポーツ公園にて開催の「 ROCK IN JAPAN FESTIVAL 2023」に出演。
- 8月12日、カナダのモントリオールにて開催される「Otakuthon 2023」に出演。
- 8月25日、山中湖交流プラザ きららにて開催の「SWEET LOVE SHOWER 2023」に出演。
- 8月26日、泉大津フェニックスにて開催の「RUSH BALL 2023」に出演。
- 9月2日、3日、幕張メッセにて「NARUTO THE LIVE 」に出演。
- 9月16日、山口きらら博記念公園にて「WILD BUNCH FEST. 2023」に出演。
- 9月20日、18枚目のニューシングル「ソングオブザデッド」をリリースすることが決定。「ソングオブザデッド」は、TVアニメ「ゾン100〜ゾンビになるまでにしたい100のこと〜」のOPテーマに起用される。MVには、アニメタイトル「ゾン100」にちなんだ “のん100” MVを作りたいというアイデアから、俳優・アーティストであるのんが出演。
- 10月9日、名古屋THE BOTTOM LINEにて開催の カネヨリマサル「太陽に近づくツアー」に出演。
- 10月28日、日本大学 生物資源科学部にて開催の “藤桜祭 KANA-BOON Special Live” に出演。
- 10月22日、常磐大学・常磐短期大学にて開催の ”ときわ祭 KANA-BOON Special Live「歌って笑え！！みんなでKANAでちゃおッッ☆」” に出演。
- 11月2日から2024年4月25日にかけて、KANA-BOON 47都道府県TOUR " 47 SKIP STREET " - LIVE HOUSE ANTHEM / ALL TIME BEST HALL - を開催。
- 11月12日、ぴあアリーナMMにて開催される、SHISHAMO 10th Anniversary Final Live「FINALE!!! -10YEARS THANK YOU-」 後夜祭 〜あつまれ同騒会!!!〜 に出演。
- 11月20日、新曲「夕暮れ」を配信リリース。KANA-BOONのインディーズ時代に生まれた楽曲で再レコーディングした新曲として配信リリースした。
- 12月11日、同月8日に公開された小泉のプライベートに関する報道[36]、古賀のプライベートにおける素行不良により、小泉、古賀両名がそれぞれバンドを脱退し、事務所との契約も共に解除することが発表された。これに伴い年内のバンド自体の活動も休止する事も発表され、年末に出演予定であった「RADIO CRAZY 2023」「rockin'on presents COUNTDOWN JAPAN 23/24」の出演はキャンセルとなった[37]。
- 12月26日、2024年以降に谷口と遠藤の2名で活動を再開させるための準備期間として、いったんライブ活動を休止することを発表した[38]。

### 2024年
- 4月19日、公式サイト上で5月にライブ活動を再開することを発表[39]。
- 5月14日、17日、大阪と東京にて「KANA-BOON ONE-MAN LIVE "SUPER PHOENIX"」を開催。
- 6月22日、モリコロパーク(愛・地球博記念公園) にて開催の「YON FES 2024」に出演。
- 6月23日、Gメッセ群馬・高崎芸術劇場スタジオシアターにて開催の「TAKASAKI CITY ROCK FES. presents KITASAN ROLLING 2024」に出演。
- 6月29日、ぴあアリーナMMにて開催の「FLOW THE FESTIVAL 2024」に出演。
- 7月7日、横浜アリーナにて開催の「Talking Rock! FES.2024」に出演。
- 7月16日、Zepp DiverCityにて開催の「スペプラ手越LIVE 〜Music Concept〜」に出演。
- 8月4日、千葉市蘇我スポーツ公園にて開催の「ROCK IN JAPAN FESTIVAL 2024」に出演。
- 8月8日、なんばHatchにて開催の「ROCK KIDS 802-OCHIKEN Goes ON!!-SPECIAL LIVE HIGH!HIGH!HIGH!」に出演。
- 9月4日、渋谷 CLUB QUATTROにて開催の PLAYLIST presents「ヘッドフォンを外してvol.8」に出演。
- 9月7日、蒲郡ラグーナビーチにて開催の「TREASURE05X 2024 -HOLD YOUR FIRE-」に出演。
- 9月8日、福島県郡山市 開成山公園にて開催の「風とロック芋煮会 2024」に出演。
- 9月24日、「メジャーデビュー11周年、最後の日」と題したYouTube Liveを開催。5月に開催した「KANA-BOON ONE-MAN LIVE "SUPER PHOENIX"」東京公演のライブ映像を全曲ノーカットで配信。配信内で翌25日に新曲「ラブアンドマスターピース」をリリースすることを発表。
- 9月25日、新曲「ラブアンドマスターピース」を配信リリース。
- 9月28日、仙台Rensaにて開催のサバシスター「あの夜のはなしツアー」に出演。
- 10月2日、3日、Zepp Sapporo にて開催の「Saucy dog 五ヶ月連続対バン企画“こいこい”」に出演。
- 10月5日から11月28日に全国9都市を回るワンマンツアー「SOARING "THE PHOENIX" TOUR」を開催。
- 10月12日、東京・海の森公園にて開催の「TOKYO ISLAND 2024」に出演。
- 10月30日、新曲「ほららら」を配信リリース。
- 11月9日、ところざわサクラタウン・ジャパンパビリオン ホールAにて開催の Rhythmic Toy World Presents「玩具大戦 2024」に出演。
- 11月10日、ぴあアリーナMMにて開催の「PIA MUSIC COMPLEX 2024」に出演。
- 11月13日、新曲「ばけもの」を配信リリース。
- 11月24日、BOAT RACE鳴門にて開催の四星球企画「ふざけてナイト」に出演。
- 12月1日、シンガポールのサンティック・シンガポール国際会議展示場にて開催の「Anime Festival Asia Singapore」に出演。
- 12月13日、神奈川1000CLUBにて開催のMr.ふぉるて 2MAN TOUR 「something new is born 2024」に出演。
- 12月16日、新曲「日々」を配信リリース
- 12月28日、幕張メッセ国際展示場1〜11ホール・イベントホールにて開催の「COUNTDOWN JAPAN 24/25」に出演。
- 12月29日、インテックス大阪にて開催の「RADIO CRAZY 2024」に出演。

### 2025年
- 1月14日、新宿LOFTにて、KANA-BOON 360°フロアライブ「円縁宴会」を開催。
- 1月19日、神戸ワールド記念ホールにて開催のMBSアニメフェス2025 Day2 にサプライズ出演。
- 1月29日、Spotify O-EASTにて開催の「#ポルカVS〜お世話になった先輩を殴りに行く〜」に出演。
- 2月22日、台湾にて開催の浮現祭 EMERGE FEST 2025に出演。
- 2月27日、Electric Lady Landにて開催の「Wienners GAKI TOUR 2025」名古屋公演に出演。
- 3月20日、神戸ワールド記念ホールにて開催の「極楽鼠浄土」に出演。
- 3月23日、ツタロックフェス 2025at 幕張メッセ国際展示場に出演。
- 3月27日、Zepp Diver City(TOKYO)にて開催の「ときめき♡超音波!!」アフターパーティーLIVE に出演。
- 3月30日、CONVEX岡山にて開催の「EIGHT BALL FESTIVAL 2025」に出演。
- 4月3日～4月17日、対バンツアー「KANA-BOON Jack in tour 2025」を開催。東京・大阪・名古屋の3都市にて各2daysずつの全6公演を行った。
- 5月3日、千葉市蘇我スポーツ公園にて開催の「JAPAN JAM 2025」に出演。
- 5月4日、富山県海王丸パークにて開催の「ONE FES 2025」に出演。
- 5月5日、さいたまスーパーアリーナにて開催の「VIVA LA ROCK 2025」に出演。
- 5月11日、なんばHatchにて開催の「山内総一郎×斎藤宏介セッションライブ 山斎-SANSAI-2025」に谷口鮪が出演。
- 6月8日石川県産業展示館1～4号館にて開催の「百万石音楽祭2025～ミリオンロックフェスティバル～ 」に出演。
- 6月10日、下北沢SHELTERにて開催の「the dadadadys TOUR 2025 (ホォリィ)モォニンググロォリィ」に出演。
- 6月14日、中国杭州にて開催の「STRAWBERRY MUSIC FESTIVAL 2025」に出演。
- 6月28日、Gメッセ群馬にて開催の「TAKASAKI CITY ROCK FES.2025」に出演。
- 7月2日、Zepp Hanedaにて開催の「J-WAVE THE KINGS PLACE LIVE 2025 ACOUSTIC 」に谷口鮪が出演。
- 7月12日、横浜アリーナにて開催の「Talking Rock! FES.2025」に出演。
- 7月19日、北海道いわみざわ公園にて開催の「JOIN ALIVE 2025」に出演。
- 7月21日、みずほPayPayドーム福岡とシーサイドももち海浜公園地行浜ビーチにて開催の「NUMBER SHOT2025」に出演。
- 7月26日、大阪万博内 EXPOホールにて開催の「OSAKA MUSIC LOVER -JAPANIMATION ROCKS-」に出演する予定。
- 7月30日、19枚目のニューシングル「SUPERNOVA」をリリースする予定。「SUPERNOVA」は、TVアニメ「Dr.STONE」のファイナルシーズン第2クールのオープニングテーマとして書き下ろした楽曲になっている。
- 8月10日、中国上海にて開催の「STRAWBERRY FIELDS」に出演する予定。
- 8月30日、泉大津フェニックスにて開催の「RUSH BALL 2025」に出演する予定。
- 8月31日、山中湖交流プラザ きららにて開催の「SWEET LOVE SHOWER 2025」に出演する予定。
- 9月13日、千葉市蘇我スポーツ公園にて開催の「ROCK IN JAPAN FESTIVAL 2025」に出演する予定。
- 9月17日、金沢EIGHT HALLにて開催の「Hump Back pre. "産休サンキューツアー2025" 」に出演する予定。
- 9月27日、「KANA-BOON ONE-MAN SHOW 2025 in 上海」を開催する予定。
- 10月17日、Zepp Nagoyaにて開催の ASIAN KUNG-FU GENERATION presents「NANO-MUGEN CIRCUIT 2025 "ASH×AKG Split tour”」に出演する予定。
- 10月19日、大阪城ホールにて開催のハンブレッダーズ主催「GALAXY PARK」に出演する予定。
- 12月6日、Zepp Osaka Baysideにて開催の ねぐせ。対バンツアー「BAND TO THE FUTURE II」に出演する予定。

### 2026年
- 2月から7月にかけて、47都道府県ツアーを開催する予定。

## ディスコグラフィ
- 全国流通盤を記述。
- 自主制作盤については本項「#自主制作盤」を参照。

### シングル

#### CDシングル
|        | 発売日         | タイトル             | 規格                            | 規格品番        | オリコン | オリコン | 収録アルバム       |
| 最高位 | 発売日         | タイトル             | 規格                            | 規格品番        | 登場回数 |          | 収録アルバム       |
| ------ | -------------- | -------------------- | ------------------------------- | --------------- | -------- | -------- | ------------------ |
| 1st    | 2013年9月25日  | 盛者必衰の理、お断り | 初回生産限定盤：CD＋DVD         | KSCL-2303・2304 | 10位     | 7回      | DOPPEL             |
| 1st    | 2013年9月25日  | 盛者必衰の理、お断り | 通常盤：CD                      | KSCL-2305       | 10位     | 7回      | DOPPEL             |
| 2nd    | 2014年2月26日  | 結晶星               | 初回生産限定盤：CD＋DVD         | KSCL-2373・2374 | 8位      | 12回     | TIME               |
| 2nd    | 2014年2月26日  | 結晶星               | 通常盤：CD                      | KSCL-2375       | 8位      | 12回     | TIME               |
| 3rd    | 2014年5月21日  | フルドライブ         | 初回生産限定盤：CD＋DVD         | KSCL-2403・2404 | 6位      | 8回      | TIME               |
| 3rd    | 2014年5月21日  | フルドライブ         | 通常盤：CD                      | KSCL-2405       | 6位      | 8回      | TIME               |
| 4th    | 2014年8月27日  | 生きてゆく           | 初回生産限定盤：CD＋DVD         | KSCL-2463・2464 | 19位     | 5回      | TIME               |
| 4th    | 2014年8月27日  | 生きてゆく           | 通常盤：CD                      | KSCL-2465       | 19位     | 5回      | TIME               |
| 5th    | 2014年11月26日 | シルエット           | 完全生産限定盤：CD＋DVD＋グッズ | KSCL-2517〜2519 | 11位     | 9回      | TIME               |
| 5th    | 2014年11月26日 | シルエット           | 通常盤：CD                      | KSCL-2520       | 11位     | 9回      | TIME               |
| 6th    | 2015年5月13日  | なんでもねだり       | 初回生産限定盤：CD＋DVD         | KSCL-2573・2574 | 9位      | 6回      | Origin             |
| 6th    | 2015年5月13日  | なんでもねだり       | 通常盤：CD                      | KSCL-2575       | 9位      | 6回      | Origin             |
| 7th    | 2015年8月5日   | ダイバー             | 初回生産限定盤：CD＋グッズ      | KSCL-2613・2614 | 11位     | 8回      | Origin             |
| 7th    | 2015年8月5日   | ダイバー             | 通常盤：CD                      | KSCL-2615       | 11位     | 8回      | Origin             |
| Sp     | 2015年11月11日 | talking/ナナヒツジ   | 初回生産限定盤A：CD＋DVD        | KSCL-2631・2632 | 11位     | 8回      | Origin             |
| Sp     | 2015年11月11日 | talking/ナナヒツジ   | 初回生産限定盤B：CD＋DVD        | KSCL-2633・2634 | 11位     | 8回      | Origin             |
| Sp     | 2015年11月11日 | talking/ナナヒツジ   | 通常盤：CD                      | KSCL-2635       | 11位     | 8回      | Origin             |
| 8th    | 2016年1月20日  | ランアンドラン       | 通常盤：CD                      | KSCL-2685       | 9位      | 3回      | Origin             |
| 9th    | 2016年10月5日  | Wake up              | 初回生産限定盤：CD＋DVD         | KSCL-2771・2772 | 16位     | 3回      | NAMiDA             |
| 9th    | 2016年10月5日  | Wake up              | 通常盤：CD                      | KSCL-2773       | 16位     | 3回      | NAMiDA             |
| 10th   | 2017年3月1日   | Fighter              | 初回生産限定盤：CD＋DVD         | KSCL-2867・2868 | 13位     | 7回      | NAMiDA             |
| 10th   | 2017年3月1日   | Fighter              | 通常盤：CD                      | KSCL-2869       | 13位     | 7回      | NAMiDA             |
| 10th   | 2017年3月1日   | Fighter              | 期間生産限定盤：CD              | KSCL-2870       | 13位     | 7回      | NAMiDA             |
| 11th   | 2017年7月12日  | バトンロード         | 初回生産限定盤：CD＋DVD         | KSCL-2914・2915 | 18位     | 3回      | NAMiDA             |
| 11th   | 2017年7月12日  | バトンロード         | 通常盤：CD                      | KSCL-2916       | 18位     | 3回      | NAMiDA             |
| 12th   | 2019年3月6日   | ハグルマ             | 初回生産限定盤：CD＋DVD         | KSCL-3140〜1    | 37位     | 3回      | KANA-BOON THE BEST |
| 12th   | 2019年3月6日   | ハグルマ             | 通常盤：CD                      | KSCL-3142       | 37位     | 3回      | KANA-BOON THE BEST |
| 13th   | 2019年6月12日  | まっさら             | 初回生産限定盤：CD＋DVD         | KSCL-3160〜1    | 25位     | 3回      | KANA-BOON THE BEST |
| 13th   | 2019年6月12日  | まっさら             | 通常盤：CD                      | KSCL-3162       | 25位     | 3回      | KANA-BOON THE BEST |
| 14th   | 2020年3月4日   | スターマーカー       | 期間生産限定盤：CD＋DVD         | KSCL-3241〜2    | 29位     | 5回      | Honey & Darling    |
| 14th   | 2020年3月4日   | スターマーカー       | 通常盤：CD                      | KSCL-3240       | 29位     | 5回      | Honey & Darling    |
| 15th   | 2020年11月25日 | Torch of Liberty     | 初回生産限定盤：CD＋DVD         | KSCL-3265〜6    | 38位     | 2回      | Honey & Darling    |
| 15th   | 2020年11月25日 | Torch of Liberty     | 期間生産限定盤：CD              | KSCL-3268〜9    | 38位     | 2回      | Honey & Darling    |
| 15th   | 2020年11月25日 | Torch of Liberty     | 通常盤：CD                      | KSCL-3267       | 38位     | 2回      | Honey & Darling    |
| 16th   | 2021年10月27日 | Re:Pray              | 初回生産限定盤：CD+DVD          | KSCL-3327〜3328 | 29位     | 2回      | Honey & Darling    |
| 16th   | 2021年10月27日 | Re:Pray              | 通常盤：CD                      | KSCL-3329       | 29位     | 2回      | Honey & Darling    |
| 17th   | 2022年11月2日  | きらりらり           | 初回生産限定盤：2CD             | KSCL-3395〜3396 | -        | -        | 未収録             |
| 17th   | 2022年11月2日  | きらりらり           | 通常盤：CD                      | KSCL-3397       | -        | -        | 未収録             |
| 18th   | 2023年9月20日  | ソングオブザデッド   | 初回生産限定盤：CD+Blu-ray      | KSCL-3460〜1    | TBA      | TBA      | 未収録             |
| 18th   | 2023年9月20日  | ソングオブザデッド   | 通常盤：CD                      | KSCL-3462       | TBA      | TBA      | 未収録             |
| 19th   | 2025年7月30日  | SUPERNOVA            | 期間生産限定盤：CD              | KSCL-3601       | TBA      | TBA      | 未収録             |

#### 配信限定シングル
| 配信日               | タイトル                                                      | 規格                   | 収録作品        |
| -------------------- | ------------------------------------------------------------- | ---------------------- | --------------- |
| 2014年10月30日       | シルエット -TV SIZE-                                          | デジタル・ダウンロード | 未収録          |
| 2021年8月8日         | HOPE                                                          | デジタル・ダウンロード | Honey & Darling |
| 2021年9月3日         | シルエット (TOKYO MACHINE Remix) - Sakura Chill Beats Singles | デジタル・ダウンロード | 未収録          |
| 2022年1月22日        | メリーゴーランド                                              | デジタル・ダウンロード | Honey & Darling |
| 2022年8月26日        | きらりらり                                                    | デジタル・ダウンロード | 未収録          |
| 2023年1月2日         | フカ                                                          | デジタル・ダウンロード | 未収録          |
| 2023年3月1日         | サクラノウタ                                                  | デジタル・ダウンロード | 恋愛至上主義    |
| 2023年4月2日         | ぐらでーしょん feat. 北澤ゆうほ                               | デジタル・ダウンロード | 恋愛至上主義    |
| 2023年7月9日         | ソングオブザデッド                                            | デジタル・ダウンロード | 未収録          |
| 2023年11月20日       | 夕暮れ                                                        | デジタル・ダウンロード | 未収録          |
| 2024年9月25日        | ラブアンドマスターピース                                      | デジタル・ダウンロード | 未収録          |
| 2024年10月30日       | ほららら                                                      | デジタル・ダウンロード | 未収録          |
| 2024年11月13日       | ばけもの                                                      | デジタル・ダウンロード | 未収録          |
| 2024年12月16日       | 日々                                                          | デジタル・ダウンロード | 未収録          |
| THE FIRST TAKE MUSIC |                                                               |                        |                 |
| 2020年9月4日         | マーブル - From THE FIRST TAKE                                | デジタル・ダウンロード | 未収録          |
| 2020年9月4日         | ないものねだり - Revenge THE FIRST TAKE (feat. もっさ)        | デジタル・ダウンロード | 未収録          |
| 2022年4月27日        | シルエット - From THE FIRST TAKE (feat.山田貴洋)              | デジタル・ダウンロード | 未収録          |
| 2022年4月27日        | スターマーカー - From THE FIRST TAKE (feat.金澤ダイスケ)      | デジタル・ダウンロード | 未収録          |

### アルバム

#### オリジナルアルバム
|        | 発売日         | タイトル        | 規格                       | 規格品番        | オリコン | オリコン |
| 最高位 | 発売日         | タイトル        | 規格                       | 規格品番        | 登場回数 |          |
| ------ | -------------- | --------------- | -------------------------- | --------------- | -------- | -------- |
| 1st    | 2013年10月30日 | DOPPEL          | 通常盤：CD                 | KSCL-2315       | 3位      | 30回     |
| 2nd    | 2015年1月21日  | TIME            | 初回生産限定盤：CD＋DVD    | KSCL-2533・2534 | 4位      | 22回     |
| 2nd    | 2015年1月21日  | TIME            | 通常盤：CD                 | KSCL-2315       | 4位      | 22回     |
| 3rd    | 2016年2月17日  | Origin          | 初回生産限定盤A：2CD       | KSCL-2686・2687 | 6位      | 12回     |
| 3rd    | 2016年2月17日  | Origin          | 初回生産限定盤B：CD＋DVD   | KSCL-2688・2689 | 6位      | 12回     |
| 3rd    | 2016年2月17日  | Origin          | 通常盤：CD                 | KSCL-2690       | 6位      | 12回     |
| 4th    | 2017年9月27日  | NAMiDA          | 完全生産限定盤：CD＋グッズ | KSCL-2969・2970 | 7位      | 6回      |
| 4th    | 2017年9月27日  | NAMiDA          | 通常盤：CD                 | KSCL-2971       | 7位      | 6回      |
| 5th    | 2022年3月30日  | Honey & Darling | 初回生産限定盤：CD+Blu-ray | KSCL-3357・58   | 29位     | 3回      |
| 5th    | 2022年3月30日  | Honey & Darling | 通常盤：CD                 | KSCL-3359       | 29位     | 3回      |

#### ミニアルバム
|        | 発売日         | タイトル         | 規格                    | 規格品番        | オリコン | オリコン |
| 最高位 | 発売日         | タイトル         | 規格                    | 規格品番        | 登場回数 |          |
| ------ | -------------- | ---------------- | ----------------------- | --------------- | -------- | -------- |
| 1st    | 2013年4月24日  | 僕がCDを出したら | 通常盤：CD              | RDCA-1030       | 14位     | 42回     |
| 2nd    | 2018年5月30日  | アスター         | 初回生産限定盤：CD＋DVD | KSCL-6308・6309 | 16位     | 3回      |
| 2nd    | 2018年5月30日  | アスター         | 通常盤：CD              | KSCL-6310       | 16位     | 3回      |
| 3rd    | 2018年12月19日 | ネリネ           | 初回生産限定盤：CD＋DVD | KSCL-3127・3128 | 36位     | 3回      |
| 3rd    | 2018年12月19日 | ネリネ           | 通常盤：CD              | KSCL-3129       | 36位     | 3回      |

#### ベストアルバム
|        | 発売日       | タイトル           | 規格                     | 規格品番        | オリコン | オリコン |
| 最高位 | 発売日       | タイトル           | 規格                     | 規格品番        | 登場回数 |          |
| ------ | ------------ | ------------------ | ------------------------ | --------------- | -------- | -------- |
| 1st    | 2020年3月4日 | KANA-BOON THE BEST | 初回生産限定盤：2CD＋DVD | KSCL-3243〜3245 | 15位     | 5回      |
| 1st    | 2020年3月4日 | KANA-BOON THE BEST | 通常盤：2CD              | KSCL-3246・3247 | 15位     | 5回      |

#### ベストアルバム（B面集）
|        | 発売日        | タイトル  | 規格                    | 規格品番        | オリコン | オリコン |
| 最高位 | 発売日        | タイトル  | 規格                    | 規格品番        | 登場回数 |          |
| ------ | ------------- | --------- | ----------------------- | --------------- | -------- | -------- |
| 1st    | 2018年3月14日 | KBB vol.1 | 初回生産限定盤：CD＋DVD | KSCL-3040・3041 | 27位     | 2回      |
| 1st    | 2018年3月14日 | KBB vol.1 | 通常盤：CD              | KSCL-3042       | 27位     | 2回      |
| 2nd    | 2018年9月19日 | KBB vol.2 | 初回生産限定盤：CD＋DVD | KSCL-3087・3088 | 36位     | 2回      |
| 2nd    | 2018年9月19日 | KBB vol.2 | 通常盤：CD              | KSCL-3089       | 36位     | 2回      |

#### コンセプトアルバム
|        | 発売日        | タイトル     | 規格                               | 規格品番        | オリコン | オリコン |
| 最高位 | 発売日        | タイトル     | 規格                               | 規格品番        | 登場回数 |          |
| ------ | ------------- | ------------ | ---------------------------------- | --------------- | -------- | -------- |
| 1st    | 2023年6月14日 | 恋愛至上主義 | 10th Anniversary Edition：2CD＋DVD | KSCL-3445〜3447 | 34位     | 1回      |
| 1st    | 2023年6月14日 | 恋愛至上主義 | 通常盤：CD                         | KSCL-3449       | 34位     | 1回      |

### 映像作品
|        | 発売日         | タイトル                                                                                         | 規格    | 規格品番        | オリコン | オリコン |
| 最高位 | 発売日         | タイトル                                                                                         | 規格    | 規格品番        | 登場回数 |          |
| ------ | -------------- | ------------------------------------------------------------------------------------------------ | ------- | --------------- | -------- | -------- |
| 1st    | 2014年11月26日 | KANA-BOON MOVIE 01 KANA-BOONのご当地グルメワンマンツアー 2014                                    | DVD     | KSBL-6168       | 10位     | 3回      |
| 2nd    | 2015年3月18日  | KANA-BOON MOVIE 02 KB CLIPS 〜幼虫からサナギ編〜                                                 | DVD     | KSBL-6175       | 39位     | 3回      |
| 2nd    | 2015年3月18日  | KANA-BOON MOVIE 02 KB CLIPS 〜幼虫からサナギ編〜                                                 | Blu-ray | KSXL-80         | 58位     | 3回      |
| 3rd    | 2015年9月16日  | KANA-BOON MOVIE 03 KANA-BOONのとぅるとぅるかむとぅるーTOUR 2015 〜夢のアリーナ編〜 at 日本武道館 | 2DVD    | KSBL-6182・6183 | 9位      | 5回      |
| 3rd    | 2015年9月16日  | KANA-BOON MOVIE 03 KANA-BOONのとぅるとぅるかむとぅるーTOUR 2015 〜夢のアリーナ編〜 at 日本武道館 | Blu-ray | KSXL-82         | 22位     | 3回      |
| 4th    | 2016年12月2日  | KANA-BOON MOVIE 04 KANA-BOONの格付けされるバンドマンツアー 2016 at 幕張メッセ                    | 2DVD    | KSBL-6248・6249 | 20位     | 2回      |
| 4th    | 2016年12月2日  | KANA-BOON MOVIE 04 KANA-BOONの格付けされるバンドマンツアー 2016 at 幕張メッセ                    | Blu-ray | KSXL-209        | 131位    | 1回      |
| 5th    | 2017年3月1日   | SPACE SHOWER TV presents もぎもぎKANA-BOON 2014-2015                                             | 2DVD    | KSBL-6261・6262 | 25位     | 1回      |
| 5th    | 2017年3月1日   | SPACE SHOWER TV presents もぎもぎKANA-BOON 2014-2015                                             | Blu-ray | KSXL-209        | 67位     | 1回      |
| 6th    | 2018年3月14日  | KANA-BOON MOVIE 05 KB CLIPS〜サナギからもぞもぞ編〜                                              | DVD     | KSBL-6303       | 35位     | 1回      |
| 6th    | 2018年3月14日  | KANA-BOON MOVIE 05 KB CLIPS〜サナギからもぞもぞ編〜                                              | Blu-ray | KSXL-           | 46位     | 1回      |

### 参加作品
|     | 発売日         | タイトル                                                      | 収録曲           | 規格品番            | 備考           |
| --- | -------------- | ------------------------------------------------------------- | ---------------- | ------------------- | -------------- |
| 1st | 2012年2月25日  | ずんざコンピ(大阪 VS 名古屋)                                  | A.oh!!           | ―                   | 無料配布、廃盤 |
| 2nd | 2012年6月15日  | 三国ヶ丘FUZZオムニバスCD2012                                  | ないものねだり   | ―                   | 無料配布、廃盤 |
| 3rd | 2012年10月12日 | The denkibranミナミホイール2012コンピ                         | ないものねだり   | ―                   | 無料配布、廃盤 |
| 4th | 2013年3月20日  | あっ、良い音楽ここにあります。その参                          | ワールド         | FIVER-021           |                |
| 5th | 2014年6月4日   | DJやついいちろう『PARTY』                                     | ないものねだり   | VIZL-683 VICL-64172 |                |
| 6th | 2014年6月25日  | ASIAN KUNG-FU GENERATION presents NANO-MUGEN COMPILATION 2014 | フルドライブ     | KSCL-2419           |                |
| 7th | 2016年7月27日  | ROCK THE BEST                                                 | 1.2. step to you | VICL-64597          |                |
| 8th | 2017年3月29日  | AKG TRIBUTE                                                   | 君という花       | KSCL-2896           |                |

## 自主制作盤
いずれも廃盤となっている。

### バンドスコア
- KANA-BOONのバンバン!ズババン!バンドスコア!（2014年9月3日）[40]
- 帰ってきた! KANA-BOON のバンバン!ズババン!バンドスコア!（2015年8月27日）[41]

## タイアップ一覧
| 使用年 | 曲名                            | タイアップ                                                                                |
| ------ | ------------------------------- | ----------------------------------------------------------------------------------------- |
| 2013年 | 盛者必衰の理、お断り            | テレビ東京系『JAPAN COUNTDOWN』10月度エンディングテーマ                                   |
| 2013年 | 1.2. step to you                | KBS京都『京スポ』11月度エンディングテーマ                                                 |
| 2014年 | 1.2. step to you                | docomo『dヒッツ』4月「春の恋うた篇」CMソング                                              |
| 2014年 | シルエット                      | テレビ東京系アニメ『NARUTO -ナルト- 疾風伝』16代目オープニングテーマ                      |
| 2015年 | なんでもねだり                  | 資生堂「ANESSA」CMソング                                                                  |
| 2015年 | ダイバー                        | 東宝配給アニメ映画『BORUTO -NARUTO THE MOVIE-』主題歌                                     |
| 2015年 | スパイラル                      | PlayStation 4用ゲーム『NARUTO -ナルト- 疾風伝 ナルティメットストーム4』オープニングテーマ |
| 2015年 | talking                         | フジテレビ系アニメ『すべてがFになる THE PERFECT INSIDER』主題歌                           |
| 2016年 | ランアンドラン                  | Benesse「進研ゼミプラス」コラボ曲                                                         |
| 2016年 | Wake up                         | 東宝配給映画「グッドモーニングショー」主題歌                                              |
| 2016年 | Weekend                         | スマートフォンアプリ『白猫テニス』CMソング                                                |
| 2017年 | Fighter                         | 毎日放送/TBS系アニメ『機動戦士ガンダム 鉄血のオルフェンズ』第2期オープニングテーマ        |
| 2017年 | 君を浮かべて                    | 日本赤十字社『はたちの献血』CMソング                                                      |
| 2017年 | バトンロード                    | テレビ東京系アニメ『BORUTO-ボルト- NARUTO NEXT GENERATIONS』1代目オープニングテーマ       |
| 2018年 | 線香花火                        | サントリービール"2018年金曜日プロモーション"『The Premium Music』キャンペーンソング       |
| 2018年 | 春を待って                      | 富士通『スポーツ篇「挑戦は終わらない」』CMソング                                          |
| 2019年 | ハグルマ                        | TOKYO MXアニメ『からくりサーカス』第2期オープニングテーマ                                 |
| 2019年 | まっさら                        | フジテレビ系アニメ『さらざんまい』オープニングテーマ                                      |
| 2019年 | FLYERS                          | スマートフォンアプリ専用ゲーム『Kick-Flight』イメージソング                               |
| 2020年 | スターマーカー                  | 日本テレビ系アニメ『僕のヒーローアカデミア』第4期第2クールオープニングテーマ              |
| 2020年 | マーブル                        | リクルート「Follow Your Heart & Music Presented by RECRUIT」参加楽曲                      |
| 2020年 | Torch of Liberty                | 毎日放送/TBS系アニメ『炎炎ノ消防隊 弐ノ章』第2クールオープニングテーマ                    |
| 2022年 | メリーゴーランド                | 朝日放送テレビ/テレビ朝日系ドラマL『恋に無駄口』主題歌                                    |
| 2022年 | きらりらり                      | テレビ東京系アニメ『BORUTO-ボルト- NARUTO NEXT GENERATIONS』11代目オープニングテーマ      |
| 2022年 | フカ                            | スマホゲーム「モンスターストライク」コラボレーションソング                                |
| 2023年 | ぐらでーしょん feat. 北澤ゆうほ | テレビアニメ『山田くんとLv999の恋をする』オープニングテーマ                               |
| 2023年 | BABY BABY                       | 京都光華女子大学CMソング                                                                  |
| 2023年 | ソングオブザデッド              | 毎日放送/TBS系アニメ『ゾン100〜ゾンビになるまでにしたい100のこと〜』オープニングテーマ    |
| 2025年 | SUPERNOVA                       | テレビアニメ『Dr.STONE SCIENCE FUTURE』オープニングテーマ                                 |
| 2025年 | シルエット                      | カンロ マロッシュ「好きを信じるんだ」篇CMソング                                           |

## ヘビーローテーション/パワープレイ

### テレビ
| 放送年 | 曲名                 | ヘビーローテーション/パワープレイ         |
| ------ | -------------------- | ----------------------------------------- |
| 2013年 | 盛者必衰の理、お断り | スペースシャワーTV 2013年9月度POWER PUSH! |
| 2013年 | 盛者必衰の理、お断り | MUSIC ON! TV 9月度M-ON！Recommend         |
| 2013年 | 盛者必衰の理、お断り | MTV 9月度HOT SEAT                         |

## ライブ

### 主催イベント・ツアー
- 追加公演は赤色で表記

## 楽曲提供
| 年     | タイトル       | アーティスト      | 収録先                                | 提供メンバー         | 備考             |
| ------ | -------------- | ----------------- | ------------------------------------- | -------------------- | ---------------- |
| 2015年 | ナントカナルサ | 関ジャニ∞         | アルバム『関ジャニ∞の元気が出るCD!!』 | 谷口鮪（作詞・作曲） |                  |
| 2020年 | エンドレス     | 超ときめき♡宣伝部 | アルバム『ときめきがすべて』          | 谷口鮪（作詞・作曲） | アルバムリード曲 |
| 2022年 | Memories       | 超ときめき♡宣伝部 | アルバム『ハートギュッと!』           | 谷口鮪（作詞・作曲） |                  |
| 2024年 | 下書きの恋     | 超ときめき♡宣伝部 | アルバム『ときめきルールブック』      | 谷口鮪（作詞・作曲） |                  |

## 受賞歴
- eo Music Try・特別賞（2011年）
- 第7回CDショップ大賞・ニューブラッド賞「DOPPEL」・「僕がCDを出したら」（2013年）

## 出演

### ラジオ
- MUSIC FREAKS（2013年10月 - 2014年9月、FM802） - 谷口のみ隔週出演
- THE KINGS PLACE（2013年10月 - 2015年9月、J-WAVE） - 谷口のみ出演
- KANA-BOONのオールナイトニッポン（2016年2月26日）- 特番
- 『SCHOOL OF LOCK!』内「KANA-BOON LOCKS!」（2016年4月6日 - 9月28日、TOKYO FM・JFN）

### CM
- 東京メトロ「Find my Tokyo.」（2017年） - 谷口のみ [72]
- カンロ マロッシュ　没入没入食感グミマロッシュ「好きを信じるんだ」篇